# Теодор Шасерио
Теодор Шасерио (на френски: Théodore Chassériau), роден на 20 септември 1819 г. в Санта Барбара де Семана на остров Еспаньола, днешна Доминиканска република, починал на 8 октомври 1856 в Париж, е френски художник, представител на романтичния класицизъм. Известен е основно със своите портрети и исторически сцени. Оказва влияние на Пюи дьо Шаван и Гюстав Моро.
Още 11-годишен започва да учи в ателието на Жан Огюст Доминик Енгър, а по-късно върху творчеството му оказват влияние Пол Деларош и Йожен Дьолакроа. С портрета на друг художник – Проспер Марила, който той рисува на 15 години, той става най-младият художник, показван в Лувъра.

## Биография
Жан-Огюст-Доминик Енгр, негов учител в Ecole des Beaux-Arts в Париж между 1830 и 1834 г., открива таланта на младия Теодор много рано и предрича, че той ще бъде „Наполеон на живописта“. Назначен за директор на Вила Медичи, Енгр му предлага да го последва в Рим, предложение, което Шасерио отказва поради липса на пари.
Теофил Готие, когото Шасерио среща за първи път през 1833 г., ще се превърне в негов приятел и пламенен защитник на творчеството му и ще публикува няколко рецензии на картините му във всекидневника La Presse. През 1839 г. Шасерио излага за първи път своя картина в Салона и това е „Къпещата се Сузана“.
Умира на 8 октомври в 1856 г. в Париж и е погребан в гробището на Монмартър..

## Галерия
- Андромеда, прикована на скалата от нереидите, 1840
- Тоалетът на Естер, 1841
- Али-Бен Хамет, халиф на Константинопол, 1845
- Отело и Дездемона във Венеция, 1850
- Явление на призрака Банко пред Макбет, 1854 – 1855
- Две сестри, 1843
- Портрет на Алфонс дьо Ламартин, 1844
- Портрет на Алексис дьо Токвил, 1850